# Scaevola aemula
Scaevola aemula es una especie de planta fanerógama perteneciente a la familia Goodeniaceae.

## Hábitat
Es un pequeño arbusto nativo del sur de Australia. Las especies se produce en Australia Occidental, Australia del Sur, Victoria y Nueva Gales del Sur.

## Descripción
Alcanza hasta los 50 cm de altura y produce flores de color blanco o azul en espigas de hasta 24 cm de largo desde agosto hasta marzo en su lugar de origen. Estas son seguidas por unas bayas redondas y arrugadas de 4,5 mm de longitud.
Es la especie más comúnmente cultivada del género Scaevola, y un gran número de cultivares se han desarrollado. La mayoría de estas alcanzan una altura de 12 cm y se extienden hasta 1 metro de ancho. Prefiere un lugar soleado o parcialmente sombreado, bien drenado y tolera terrenos salinos y los períodos de sequía. La poda y las puntas de crecimiento puede ser llevado a cabo para dar forma a la planta.